# Maxiais (Sobreira Formosa)

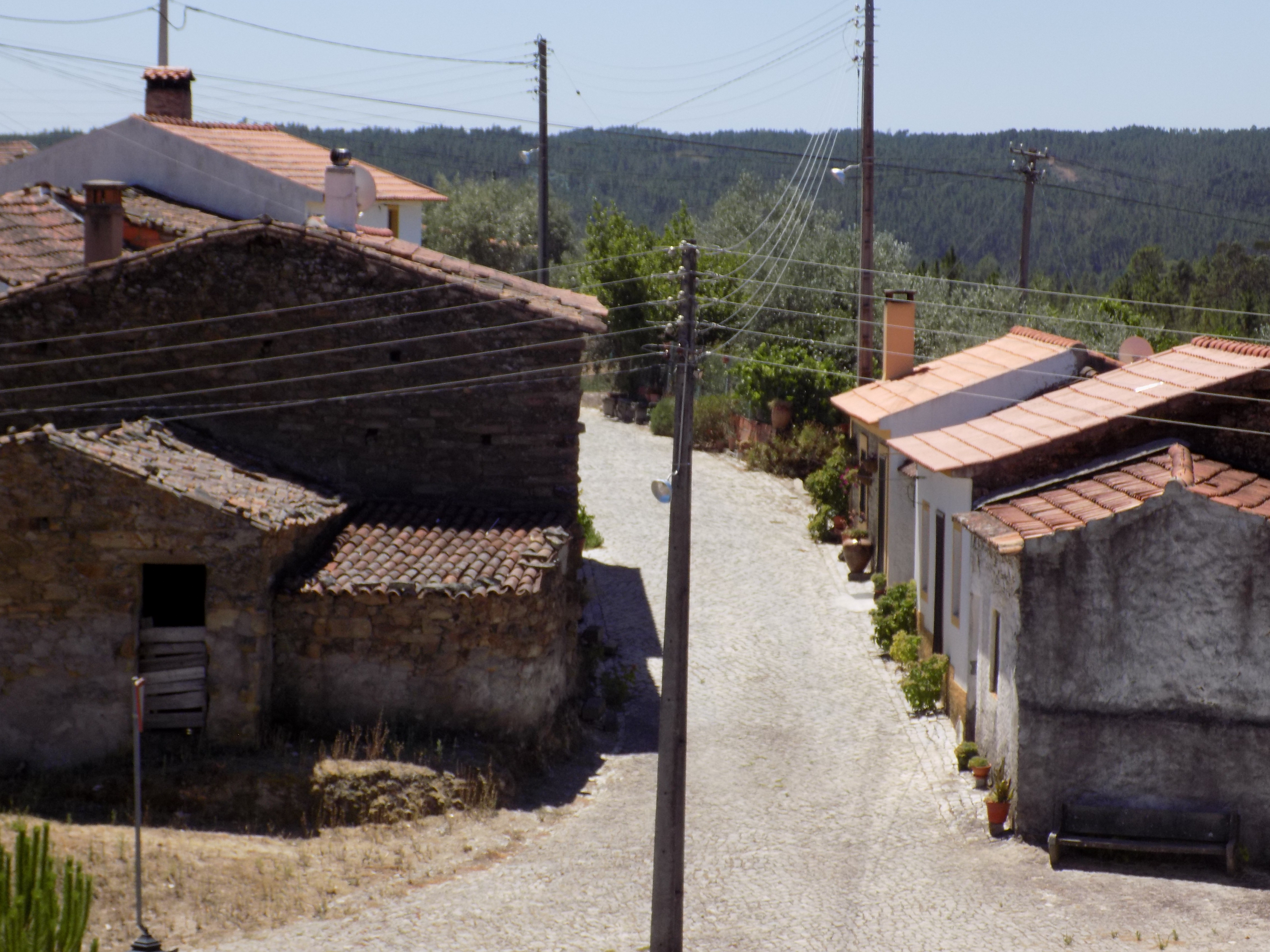
Vista da Rua Principal

Maxiais é um povoado da freguesia de Sobreira Formosa, e Município de Proença-a-Nova.
Situada entre a Sobreira e o povoado de Sobral Fernando, na estrada para  Foz do Cobrão (Vila Velha de Rodão), tem como atracção anual a romaria de Nossa Senhora da Saúde (2ª feira de Páscoa).
Povoação com origem na reconquista, tem resistido ao esvaziamento das áreas rurais pelo incentivo ao lazer de férias e a procura por espaços livres e naturais. Em 1911, segundo o Pe. Catharino,  habitavam a aldeia 211 pessoas em 31 residencias, número já muito reduzido em 2018.
A palavra maxiais deriva de machial, tipo de arbusto comum na região, adequados para a pastagem de gado caprino.

## História
A história da aldeia de Maxiais remonta, segundo algumas tradições orais e investigações regionais, à época da Reconquista Cristã da Península Ibérica. Durante séculos, Maxiais esteve administrativamente ligada à vila de Sobreira Formosa, antiga sede de concelho, hoje parte da União de Freguesias de Sobreira Formosa e Alvito da Beira. A sua trajetória é marcada pela ruralidade, pelo isolamento relativo e pelo profundo enraizamento cultural das populações que a habitaram.
A primeira referência oficial conhecida a Maxiais surge no início do século XX, num edital publicado no Diário do Governo de 1911. Este edital mencionava um processo de inventário em que uma senhora chamada Teresa Ribeiro, "residente naquele mesmo lugar dos Maxiais, freguesia de Sobreira Formosa", figurava como inventariante. Nesse mesmo ano, segundo o Padre Catharino, a aldeia contava com 211 habitantes em 31 residências.
Como muitas outras povoações do interior, Maxiais viu a sua população diminuir significativamente ao longo do século XX, refletindo as tendências de despovoamento que afetaram grande parte do território português.

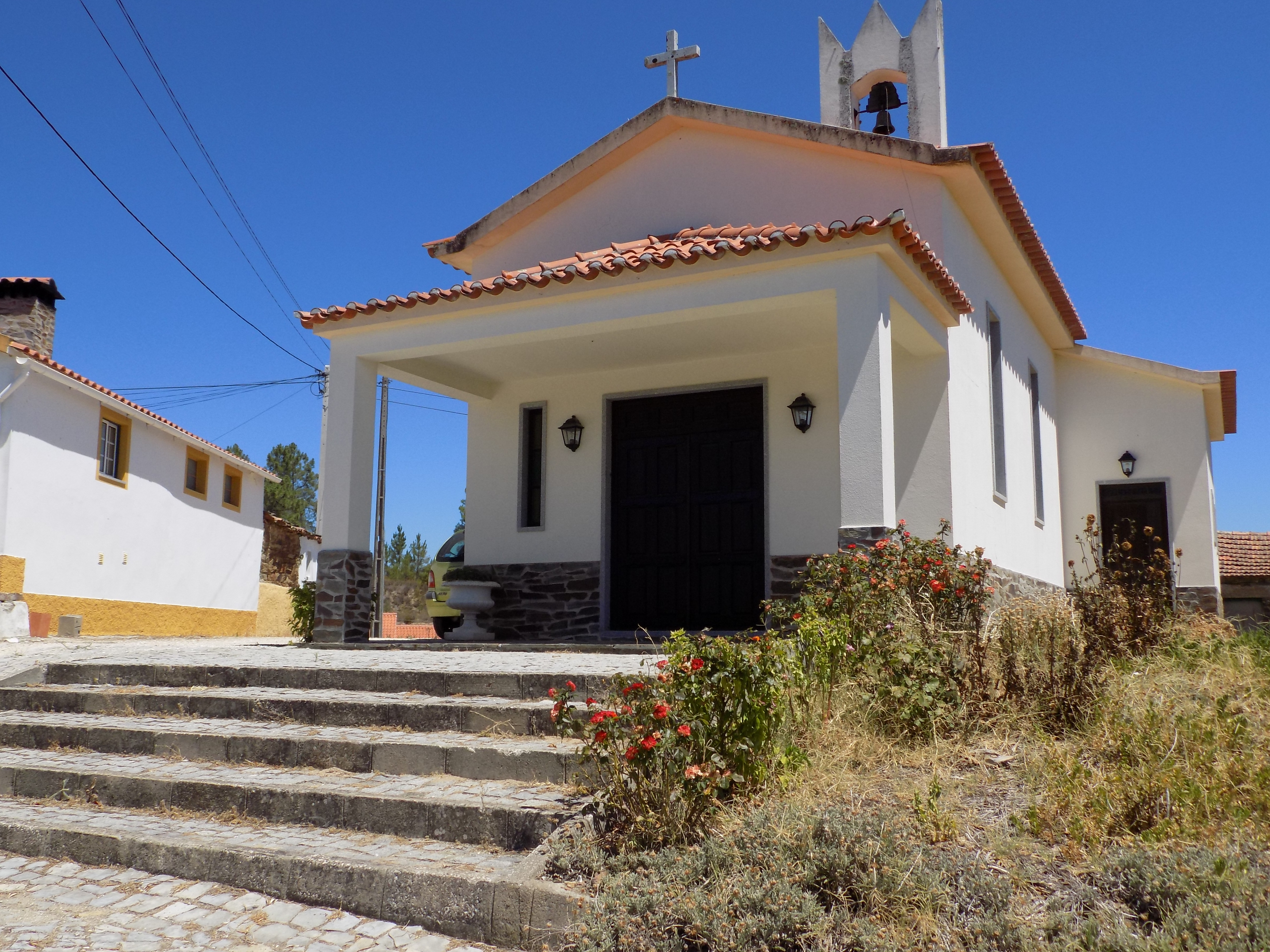
Capela dos Maxiais

### Património Edificado
Capela dos Maxiais: Dedicada a São Pedro e Nossa Senhora da Saúde, é o principal espaço religioso da aldeia. A sua construção foi um esforço coletivo da comunidade local, que se mobilizou para erguer este local de culto como expressão de fé e coesão social.
Casas de xisto: A construção tradicional em xisto, visível em casas em ruínas e outras reabilitadas, marca a paisagem construída da aldeia.

### Património Imaterial
Romaria de Nossa Senhora da Saúde: Celebra-se na Segunda-feira de Páscoa, sendo o principal evento religioso e comunitário da aldeia.

### Iniciativas Contemporâneas
Casa da Escola: Antiga escola primária transformada em alojamento local, representa a adaptação da aldeia às novas dinâmicas do turismo rural.
Programa Estratégico de Reabilitação Urbana: Maxiais integra este programa municipal, que visa reabilitar edifícios degradados e dinamizar o território.

### Gastronomia
A gastronomia tradicional de Maxiais integra-se no receituário típico da Beira Baixa, destacando-se pelos sabores intensos e pela utilização de ingredientes locais. Entre os pratos mais apreciados encontram-se os maranhos, feitos com carne de cabra ou porco, arroz e ervas aromáticas, envolvidos numa tripa de estômago. Os plangaios, semelhantes a filhós salgadas, são outro exemplo da criatividade culinária da região. As sobremesas incluem iguarias como a tigelada - um doce à base de leite, ovos e açúcar, cozido em forno de lenha - e o bolo de mel. Estas especialidades são frequentemente confecionadas em ocasiões festivas, como o Natal ou a Páscoa, preservando técnicas e sabores transmitidos de geração em geração.
Maxiais partilha com a freguesia de Sobreira Formosa um rico património cultural, desde as festas populares, como a Feira de Agosto, à gastronomia regional (maranhos, plangaios, tigelada). O artesanato e os jogos tradicionais também fazem parte da herança cultural partilhada.

### Economia e Turismo
Historicamente, a economia dos Maxiais esteve ligada à agricultura e pastorícia. Atualmente, iniciativas como o alojamento local e a valorização do património natural têm vindo a integrar a aldeia em circuitos de turismo de natureza e cultura. A sua localização próxima de rotas como a Grande Rota da Cortiçada (GR39) reforça esse potencial.

## Imagens

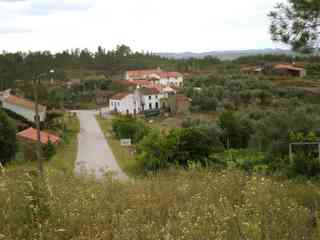
Vila dos Maxiais
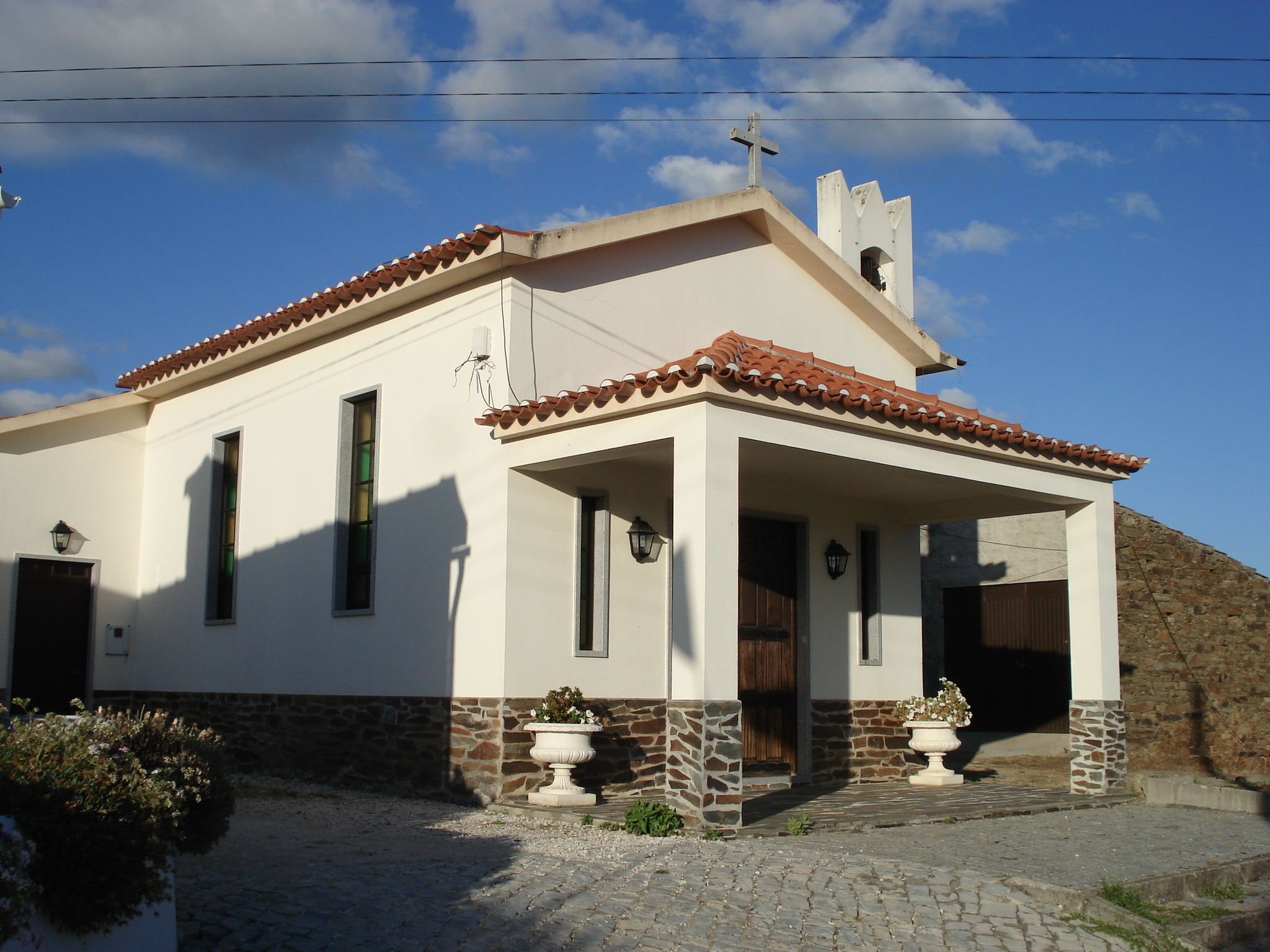
Capela dos Maxiais
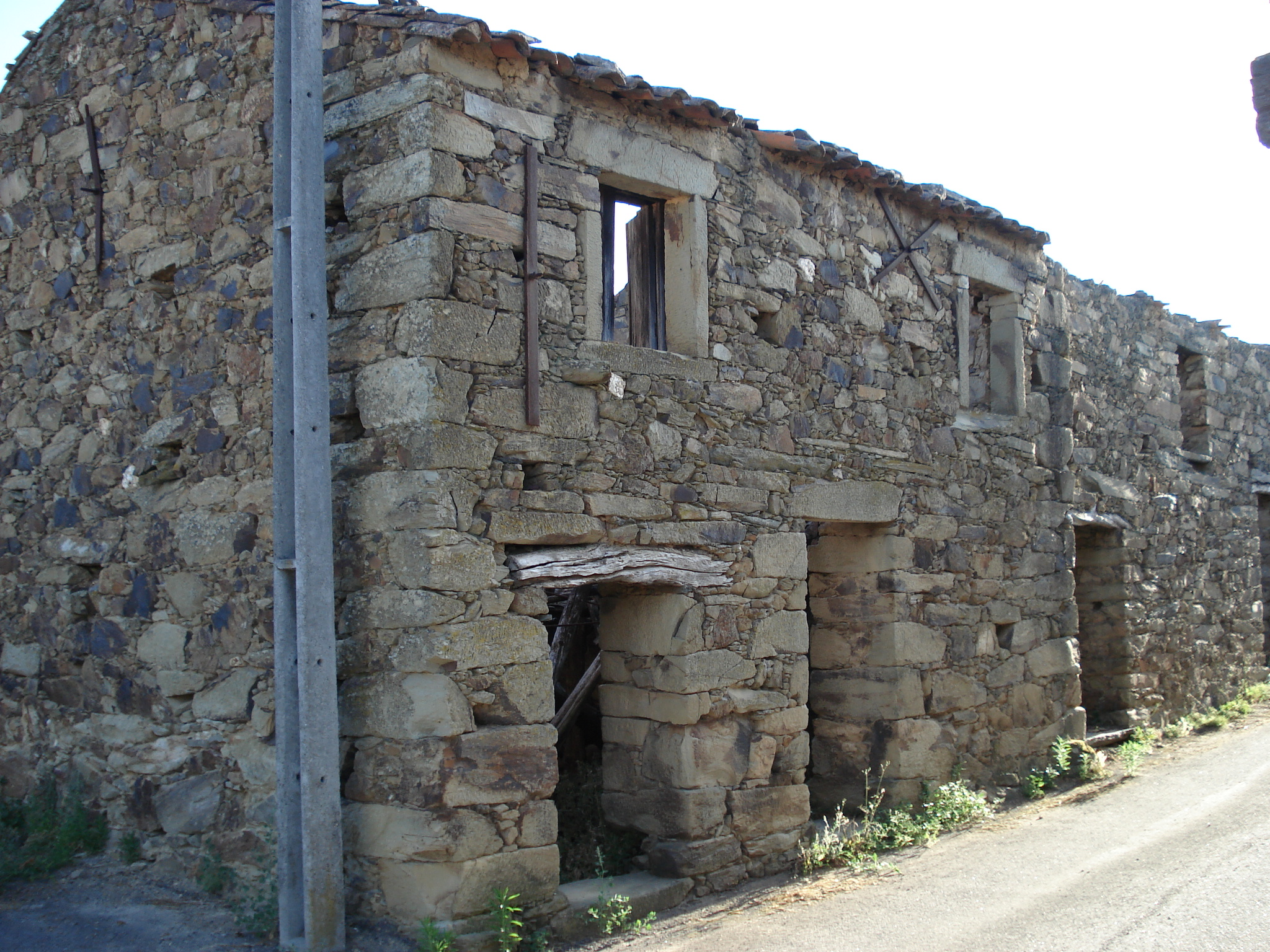
Casa de xisto em ruínas
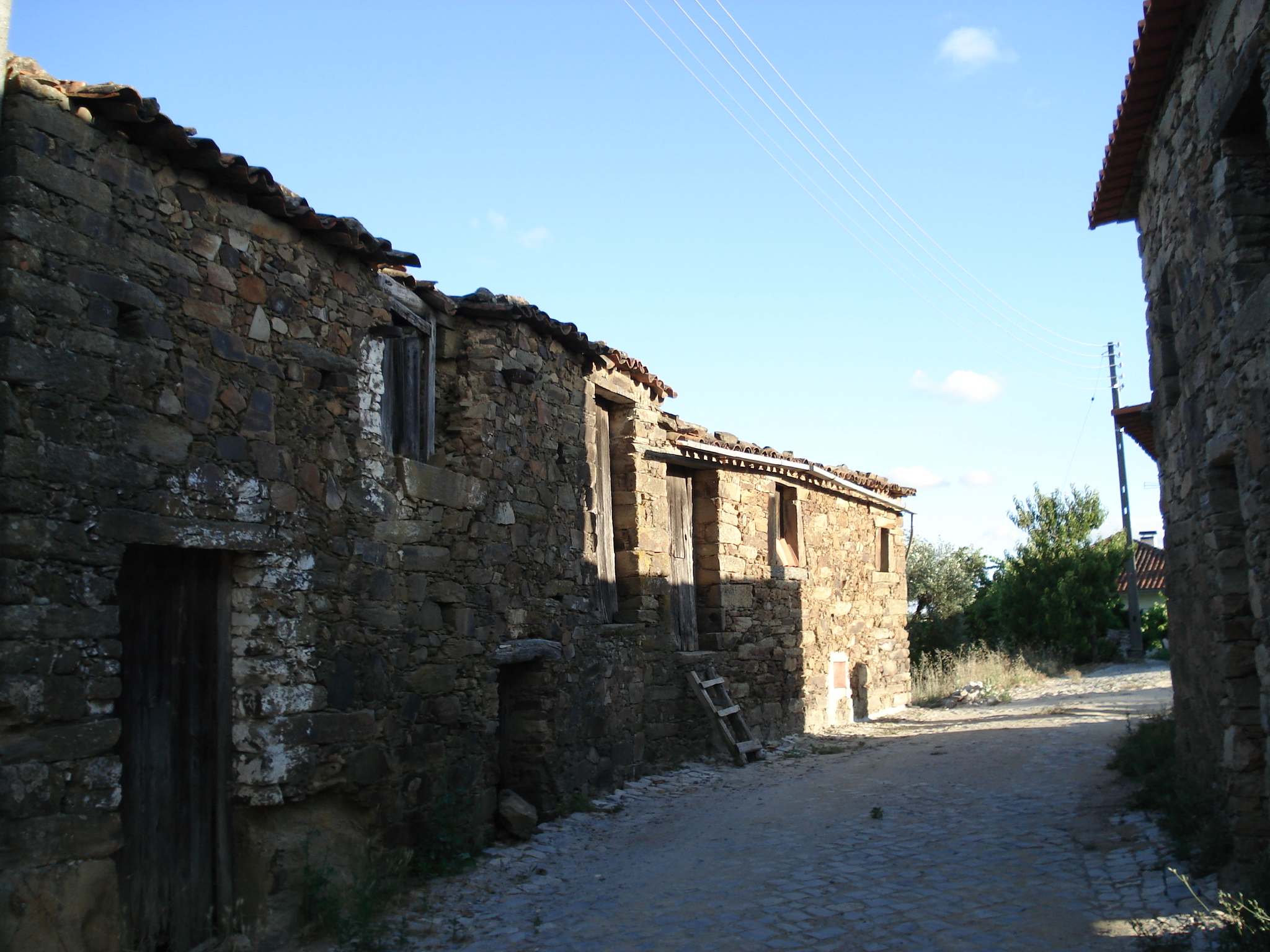
Vista Geral da aldeia
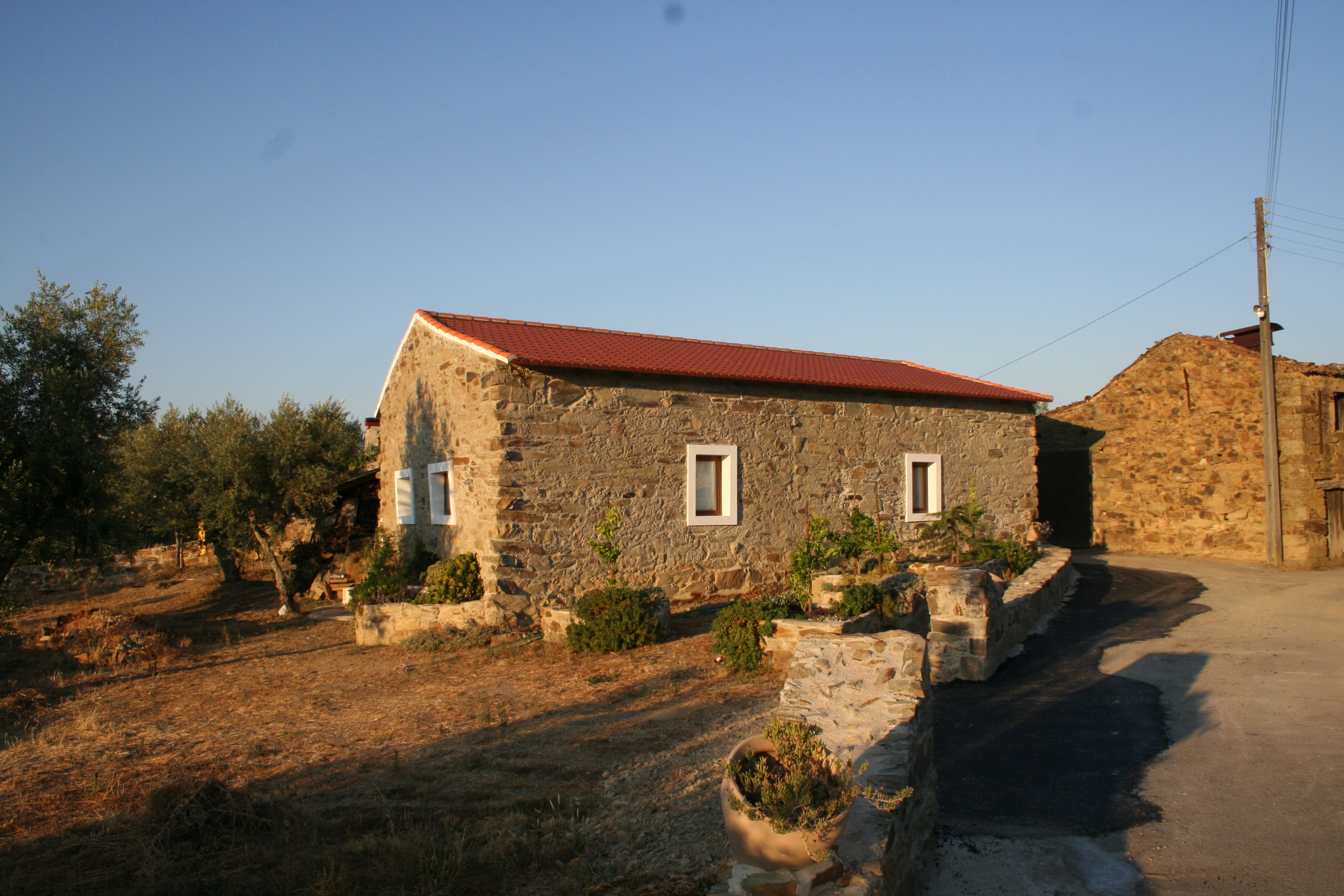
Casa de Xisto Reformada
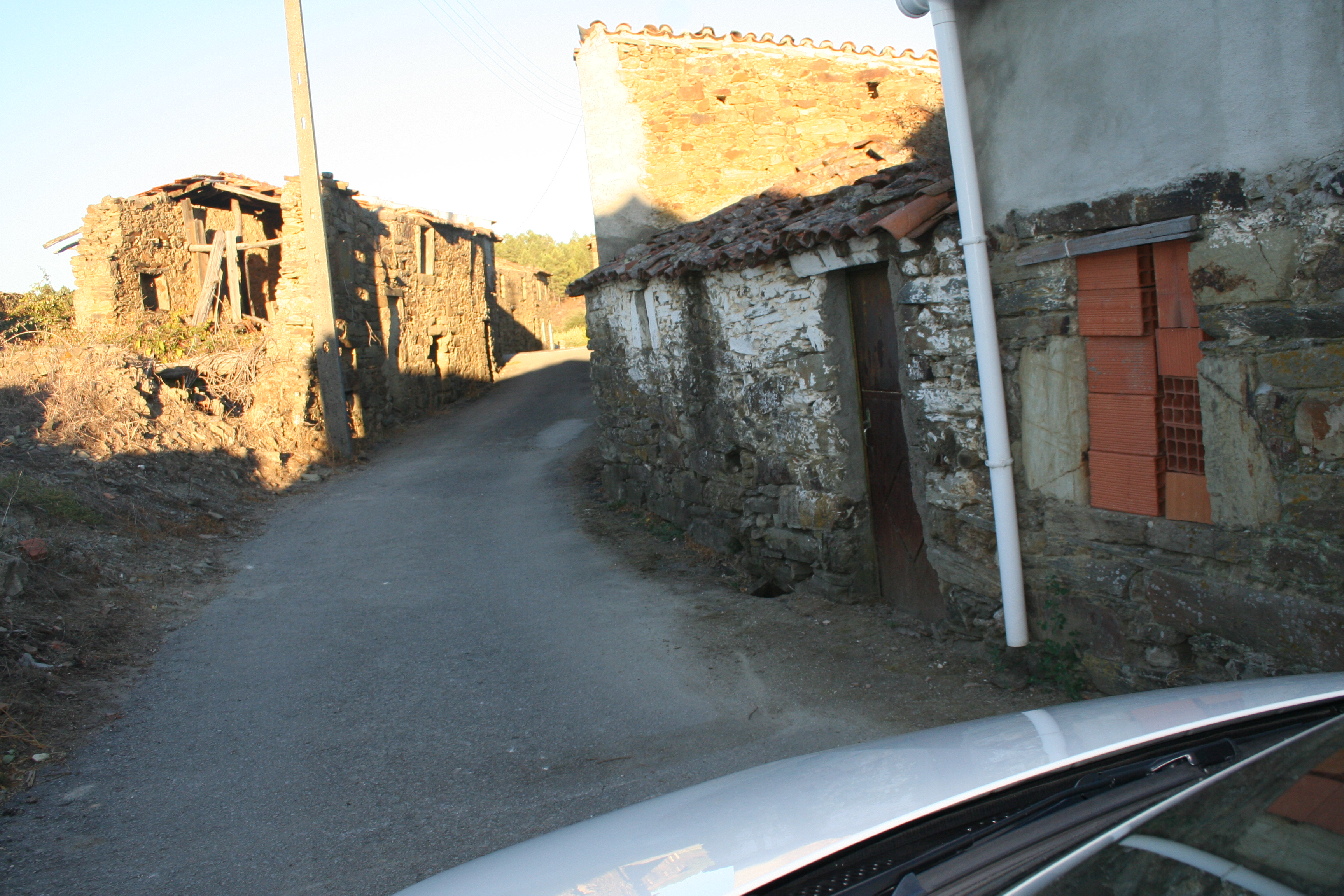
Casa em Ruína
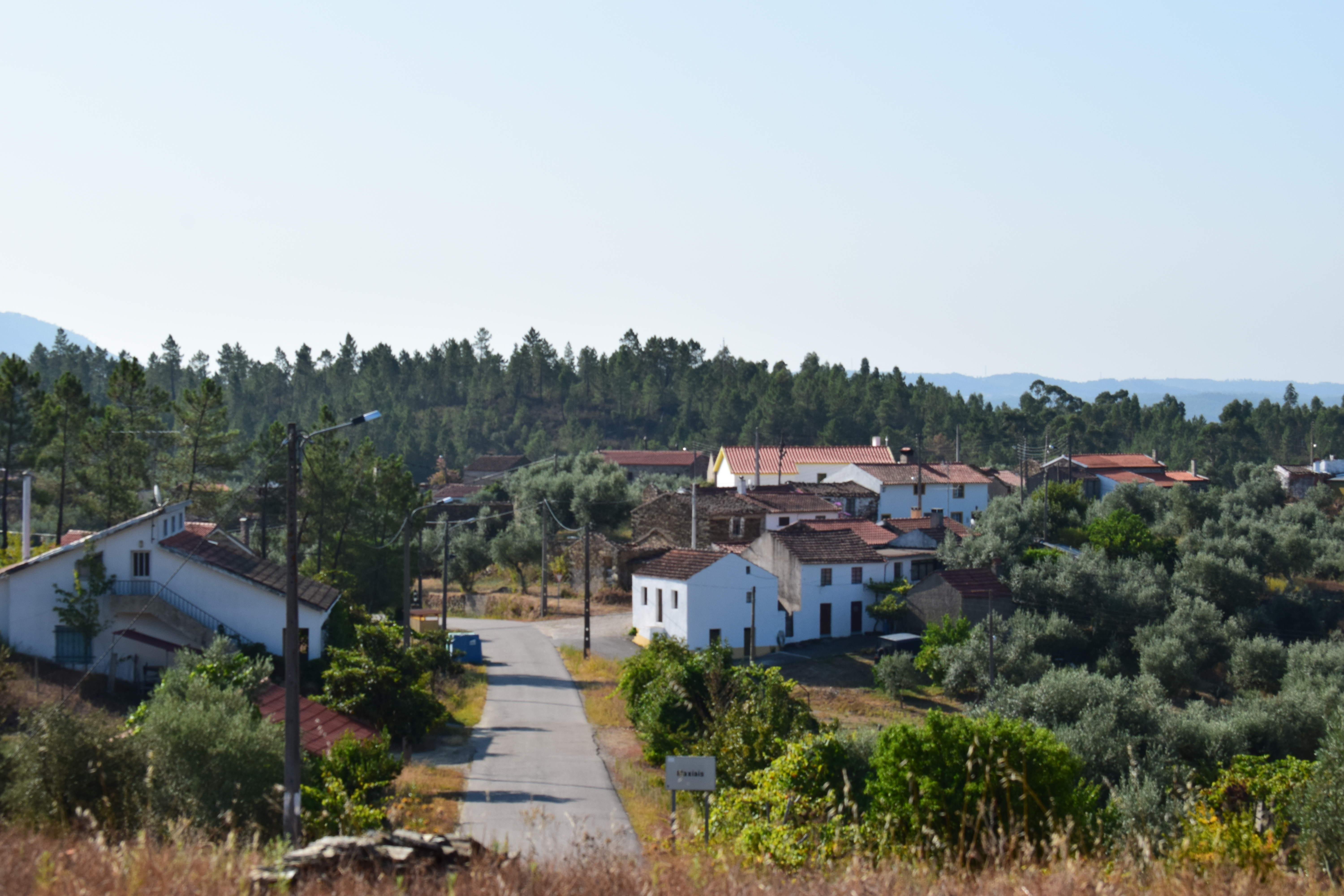
vista da aldeia a partir da eira
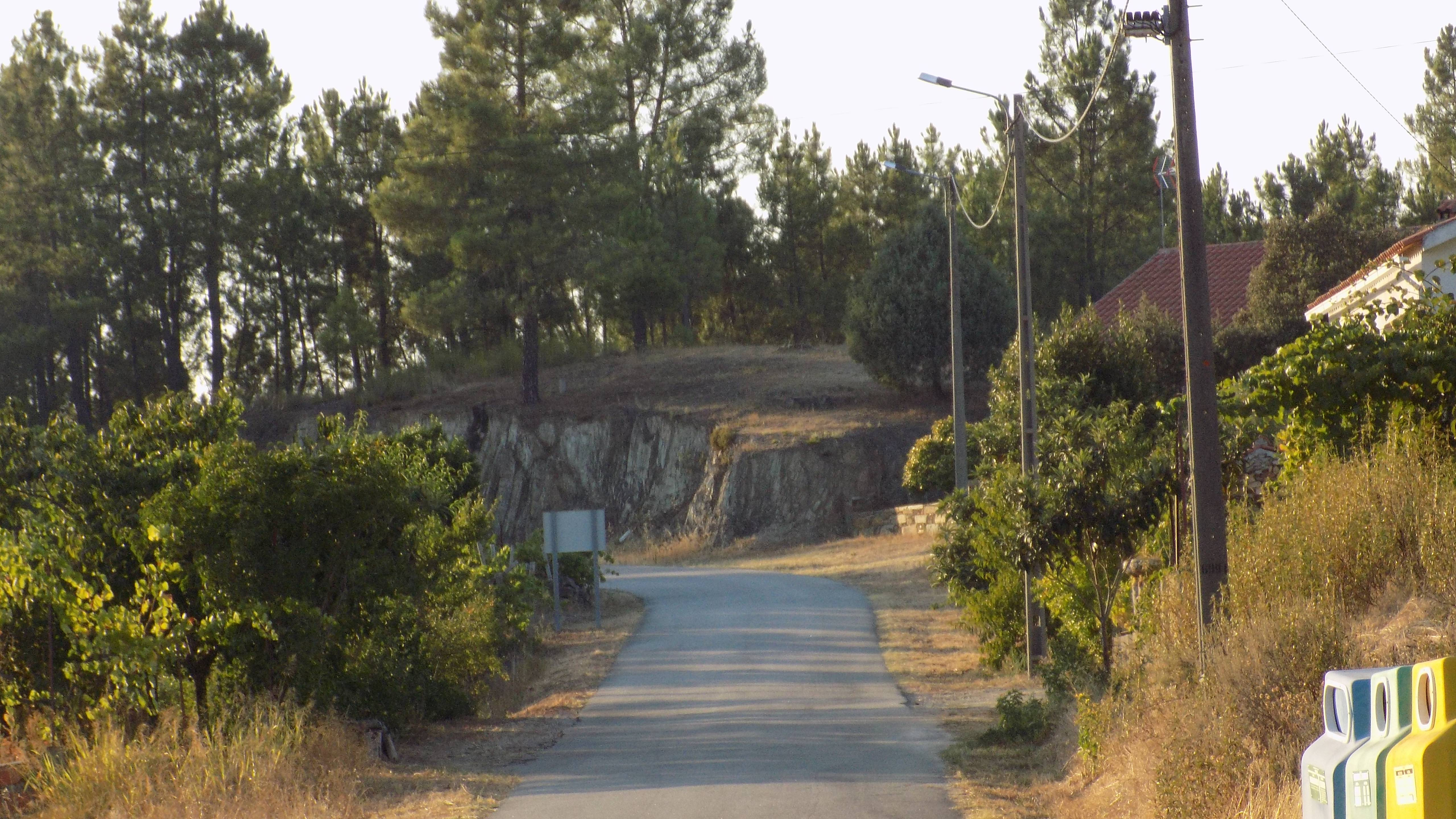
Estrada dos Maxiais